# Jabr Al-Atrash
Jabr Al-Atrash (As-Suwayda, Mandato francés de Siria, 18 de noviembre de 1922-Cuyahoga (Ohio), Estados Unidos, 15 de abril de 2003) fue un diplomático sirio.

## Carrera diplomática
Tenía un título de Maestría en literatura árabe y francesa de la Universidad de Lyon. En 1947 entró en el servicio de relaciones exteriores. En 1952 fue Encargado de negocios en Bagdad. De 1954 a 1955 fue secretario de legación en Nueva Delhi. 
Del 9 de enero de 1954 a  14 de enero de 1954 participó en la Indian National Commission for Cooperation with UNESCO.
De 28 de agosto de 1963 a 6 de diciembre de 1964 fue Encargado de negocios en Belgrado. De 1965 a 5 de septiembre de 1966 fue embajador en Caracas y fue representante del gobierno de Siria en Santiago de Chile. De 5 de septiembre de 1966 a 26 de agosto de 1968 fue adjunto a la embajada en Berna. De 27 de noviembre de 1968 a 21 de julio de 1969 tenía execuátur como Cónsul (servicio exterior) en Ginebra.
De 1970 a 21 de julio de 1972 fue director del departamento de Naciones Unidas en el Ministerio de Asuntos Exteriores en Damasco y presidente de la delegación de George Tomeh en la Asamblea General de las Naciones Unidas en Nueva York.; en tal tenor subscribe la "Lusaka Declaration on Peace, Independence, Development".
Entre el 5 y el 16 de junio de 1972 representó al gobierno sirio en la Cumbre de la Tierra de Estocolmo. De 21 de julio de 1972 a 11 de junio de 1976 fue embajador en Pekín, acreditado concurrente en Hanói. Fue amigo de George W. Bush, quien fue entre enviado a Pekín, después de haber sido presidente del Comité Nacional Republicano durante el Escándalo Watergate.
En 1980 se retiró y en 1986 se trasladó con su familia a Abilene, donde Mohammed Mike El-Attrache (1933-2008) fue jefe del Departamento de Ciencias Políticas la Universidad McMurry. En 1987 entró como profesor en esa misma casa de estudios y desde 1988 también en la Universidad Cristiana de Abilene. En 1991 fue bautizado en una iglesia en Abilene.